# 小行星4629
小行星4629（英語：4629 Walford）是一颗围绕太阳公转的小行星。1986年10月7日，埃莉諾·赫琳在帕洛马山发现了此天体。
这颗小行星的绝对星等为291.24564等。